# 国家座標
国家座標（こっかざひょう）とは、その国の位置の基準をいう。日本においては、測量法第11条で定められた基準に準拠した緯度、経度、標高、平面直角座標（公共座標）、地心直交座標が、測量に限らず、様々な法令や民間の地図や図面などで位置を表現する場合の基準として用いられ、国家座標となっている。
同じ位置の数値が複数存在すると社会的な混乱が生じてしまうが、国家座標に準拠・整合したものに統一されていることで、誰もが安心して位置情報を利活用することが可能となる。

## 定義
- 国家座標とは、その国の位置の基準である。
- 日本の国家座標とは、測量法第11条で定められた基準に準拠した緯度、経度、標高、平面直角座標、地心直交座標である。

## 日本の国家座標やその一部を説明する場合の例
1. 国家座標とは、日本経緯度原点の座標と整合する座標である。
2. 国家座標とは、日本水準原点の標高と整合する座標である。
3. 国家座標とは、基盤地図情報の位置と整合する座標である。
4. 国家座標とは、国土地理院の地図やこれを使用して作成される道路地図など一般の地図の座標と整合する座標である。
5. 国家座標とは、日本経緯度原点等の測量の基準（測量法第11条）及び国家基準点の成果と整合する座標である。
6. 国家座標とは、三角点や電子基準点と整合する座標である。
7. 国家座標とは、国家基準点の成果と整合した緯度、経度、標高、平面直角座標、地心直交座標などの座標値を指す普通名詞である。現在の日本の国家基準点成果は、世界測地系（地球基準座標系（英語版））のひとつである測地基準座標系「日本測地系2011」(JGD2011) に準拠しており、いわゆる国家座標である。

## 日本の特殊事情に対応するための措置
これまでは、基準日（元期）に固定した国家座標が用いられてきたが、日本では、1年間当たり大きいところでは数十cmの地殻変動の存在が確認されており、誰もが享受できるリアルタイム測位の精度が地殻変動を無視できないぐらいに高まってくると、3次元の座標値（緯度・経度・高さ）に時点情報を加えた4次元の国家座標も必要となってくる。
時間を含めた4次元の国家座標 (JGD4D) は、任意の時刻間の変換（地殻変動補正）によって実現される。